# Marcé
Marcé település Franciaországban, Maine-et-Loire megyében. Lakosainak száma 846 fő (2022. január 1.). Marcé La Chapelle-Saint-Laud, Corzé, Durtal, Jarzé Villages és Seiches-sur-le-Loir községekkel határos.

## Népesség
A település népességének változása:
| Lakosok száma | 547  | 593  | 619  | 805  | 844  | 843  | 841  | 837  | 836  | 846  |
|               | 1968 | 1982 | 1990 | 2006 | 2013 | 2015 | 2017 | 2019 | 2020 | 2022 |